# Parco nazionale di Pyhä-Häkki
Il parco nazionale di Pyhä-Häkki (in finlandese: Pyhä-Häkin kansallispuisto) è un parco nazionale della Finlandia, nella provincia della Finlandia occidentale. È stato istituito nel 1956 ed esteso nel 1982, e occupa una superficie di 13 km².